# Mariquita Pérez

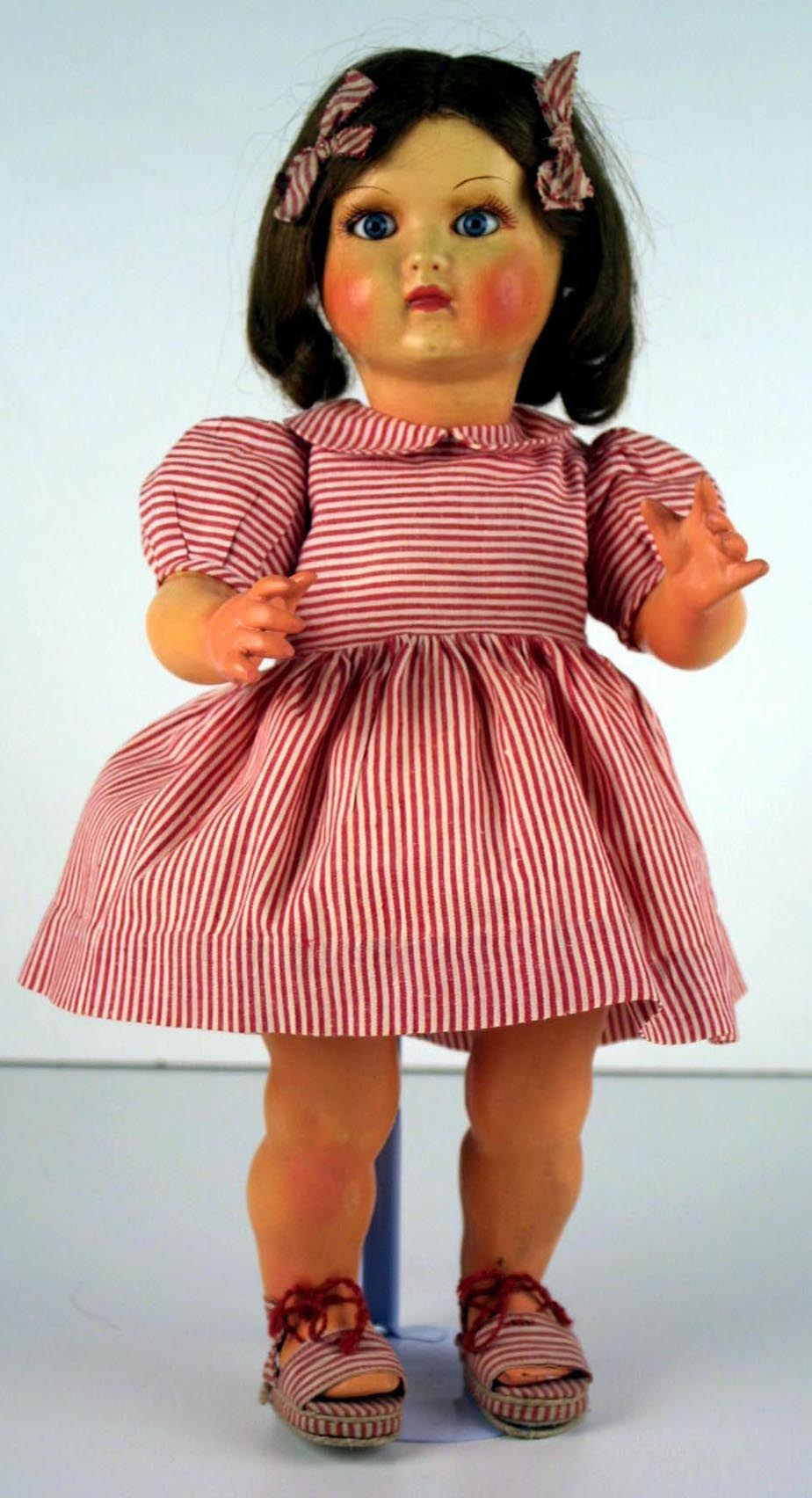
Primer modelo de Mariquita Pérez.

Mariquita Pérez fue una muñeca española ideada por Doña Leonor Coello de Portugal en 1938. Se convirtió en la muñeca más célebre de las décadas de los cuarenta, cincuenta y principios de los sesenta. Considerada como la mejor muñeca que se haya fabricado en España[cita requerida], figura asimismo entre las mejores de Europa de su época por su fabricación artesanal, calidad de los materiales empleados y la riqueza de vestuario y complementos.
Coello aplicó el modelo comercial de muñecas de otros países como Marilú en Argentina y Bleuette en Francia, que eran comercializadas junto a una variedad de complementos, vestidos y mobiliario.
Se fabricó durante más de treinta y cuatro años, entre 1939 y 1976. A lo largo de este periodo de tiempo, su estética se modificó varias veces hasta el punto de no parecerse el primer modelo de cartón piedra al último fabricado totalmente en plástico. 
Asimismo tuvo un gran éxito de acogida en otros países vecinos, como Portugal, o de Iberoamérica como Argentina, Venezuela y Cuba, donde también se fabricó. En este último país era conocida como la “Reina de Cuba”.

## Historia

### Comienzos
Leonor Coello, hija del Conde Coello de Portugal, era una dama perteneciente a la nobleza madrileña que residía en San Sebastián durante la guerra civil española y que se inspiró en su hija de dos años, Leonor de Góngora, para crear una muñeca. Durante este tiempo era frecuente verla pasear a su hija por la Playa de la Concha (San Sebastián), con una muñeca alemana de porcelana que había ganado en una de las frecuentes rifas benéficas que se celebraban entonces para recaudar fondos destinados al frente. Esta emprendedora vestía a la muñeca igual que la pequeña, suscitando el interés y la sorpresa entre bañistas y transeúntes. El éxito fue tal, que en sus recorridos por la citada playa la gente se paraba para ver a aquella niña rubia de ojos azules que llevaba entre sus brazos una muñeca con idéntico vestido. La propia Leonor Coello era quien dibujaba, cortaba y cosía los trajes de ambas.
No imaginaba que ese juguete, el cual había llegado a sus manos procedente de Alemania, iba a ser el embrión del negocio de su vida. Leonor que era una emprendedora nata con gran visión comercial, tuvo la idea de convertir a su hija en modelo, en la musa que sirviese de inspiración para una muñeca nueva y especial, distinta a las demás, una muñeca que se vestía de verdad, igual que las niñas de la época. 
A pesar de la idea, la falta de capital le impedía poner en marcha el negocio, por lo que consultó entre sus amistades más allegadas para que la ayudasen a sufragar el proyecto, hasta que finalmente encontró a una socia capitalista en su antigua compañera del colegio del Sagrado Corazón, María del Pilar Luca de Tena de Fagalde, quién aportó el capital inicial para fundar la empresa Mariquita Pérez S. A.
Si bien la sociedad ya estaba constituida y contaba con el dinero necesario, no obstante quedaba todo por hacer, buscar el nombre, inventar una biografía y lo que es más importante; diseñar y fabricar la muñeca en sí.
Leonor quería un nombre muy español para su creación, por lo que no dudó en consultar a los amigos y compañeros de tertulia de su marido Manuel de Góngora, escritor y redactor jefe de la revista Blanco y Negro, entre los que se encontraban intelectuales de la talla de Luis Escobar, comediógrafo y director teatral; Jacinto Guerrero, músico y autor de zarzuelas; Felipe Sassone, novelista y diplomático, Eugenio d'Ors, filósofo y académico y Víctor de la Serna, periodista. Leonor les explicó que la muñeca debía tener personalidad propia, historia, un nombre pegadizo y una familia. Atónitos al escuchar la insólita petición de Leonor, estos hombres con tantos años de estudio y erudición se pusieron delante de sus cuartillas a garabatear nombres y apellidos para una muñeca. Al ser español y fácil pensaron en el de María, pero al final se decantaron por el diminutivo de Mariquita. Respecto al apellido, eligieron el de Pérez porque era común y de los más extendidos en España, lo que se ajustaba a la familiaridad deseada. 
Una vez terminada la guerra civil, las dos socias y la hija de Leonor dejaron San Sebastián y se dirigen a Onil (Alicante), al taller de uno de los más prestigiosos jugueteros, el artesano Santiago Molina, para encargarle la fabricación de mil muñecas, manifestándole las dos mujeres que estas debían ser idénticas a la hija de Leonor. El artesano tomó medidas a la niña para hacer el molde de la misma. Las mil unidades confeccionadas en noviembre se vendieron todas entre noviembre y diciembre a un precio de 85 pesetas en 1940 (aunque ya había sido presentada a finales de 1939), cantidad reflejada en los catálogos del citado año. Se trataba de un producto de lujo accesible solamente a las clases pudientes, sirva como dato indicativo que  el salario medio mensual no alcanzaba las 150 pesetas en una época en la que España atravesaba por un periodo de penuria económica hambruna y autarquía.

### Fenómeno social: Años 40 y 50
La fiesta de inauguración de la primera tienda Mariquita Pérez, en donde se presentó a la muñeca en sociedad, se celebró el 11 de noviembre de 1940 en un pequeño local ubicado en un primer piso y sin escaparate, en la Avenida del Generalísimo número 12, actual Paseo de la Castellana, llegando a ser todo un acontecimiento social en el Madrid de la posguerra. 
Ante el rotundo éxito de Mariquita Pérez, seis años más tarde el espacio se quedó pequeño y la tienda es trasladada a la calle Serrano número 8, en cuyo escaparate artísticamente decorado se expondría, para deleite de niños y adultos, la muñeca con su rico vestuario que cambiaba con cada temporada, convirtiéndose en fiel reflejo de la moda imperante en cada momento durante más de tres decenios.
Poco después, y a medida que el negocio iba creciendo, la sede central de la empresa se instaló en una casa de tres pisos ubicada en la calle Núñez de Balboa 52 de Madrid; el taller de fabricación de muñecas y confección de ropa estaba situado en la planta baja y los pisos superiores se destinaron a salas de canastillas, tienda de trajes para niñas, que así podían vestir igual que sus muñecas y un salón para acomodar a la clientela. Por aquel entonces la compañía ya contaba con 25 empleadas entre diseñadoras, cortadoras, costureras, etc. A esto hay que añadir una planchadora y cinco trabajadoras más que se dedicaban por entero a los trajes de la muñeca.
El éxito no se detuvo en la primera tienda de Madrid, Leonor viajó por todas las provincias españolas en una furgoneta decorada con las identificativas rayas rojas y blancas conducida por un chófer. Recorría primero las ciudades importantes e investigaba cuales eran las tiendas más selectas, para seguidamente ofrecer a los propietarios la posibilidad de vender en exclusiva su muñeca. A cambio la empresaria proporcionaba la mercancía, papel de envolver con franjas rojas y blancas y el letrero que debía colocarse en el lugar más destacado de la fachada. Primero convirtió en franquicias de la marca las mejores jugueterías de Santander y Bilbao, a las que siguieron Segovia y el resto del país, llegando a contar con 40 estables en otras tantas provincias. También se abrieron otros establecimientos en Dallas, Chicago y Colombia, consiguiendo importantes beneficios.
Otra de las iniciativas de Leonor fue llevar a cabo desfiles infantiles donde las niñas se presentaban con los mismos trajes que sus muñecas, fueron muchas las niñas invitadas, entre ellas estuvo Marisol, que además utilizó vestidos de Mariquita Pérez hechos especialmente para ella en dos de sus primeras películas. Los desfiles de pasarela también se repitieron en algunas provincias españolas así como en el extranjero, llegando a presentarse una colección de vestidos de Mariquita Pérez en el hotel Waldorf Astoria de Nueva York. Estos eventos se hacían siempre con fines benéficos.
El primer modelo de Mariquita Pérez fue fabricado en 1939 y estaba hecho de cartón piedra, tanto la cabeza como el cuerpo, a base de una mezcla de escayola, polvos de talco y pegamento que, una vez seca, se le daba forma con una lija. Tenía peluca de cabello natural, ojos de cristal fijo con cejas y pestañas superiores pintadas a trazo y boca cerrada. En cuanto al vestuario, llevaba un vestido de vichy de rayas rojas y blancas, dos lazos para el pelo del mismo tejido, zapatillas “topolino” de esparto a juego y ropa interior, este conjunto recibió el nombre de Mi Delantal. Precisamente las líneas rojas y blancas se convirtieron en emblema de la casa, desde las cajas en las que se vendía hasta el interior de los baúles donde se guardaban la muñeca y su exclusivo guardarropa.
Entre 1941 y 1942 salieron al mercado nuevos modelos, todavía fabricados en Onil por Santiago Molina, con algunas modificaciones: los ojos de cristal eran durmientes y las cejas y las pestañas inferiores estaban pintadas a trazo, mientras que las superiores eran naturales; la boca la tenía abierta y mostraba los dos incisivos centrales. En esta época aparecieron también las muñecas andadoras y articuladas. Su precio por aquel entonces ascendía ya a 110 pesetas de 1942.
La indumentaria se amplió con nuevos trajes, abrigos a juego con los guantes, calcetines, sombreros de fieltro, zapatos de piel y conjuntos de ropa interior, compuestos por camiseta, combinación y braga. Por otra parte este modelo de Mariquita Pérez tenía dos pelucas intercambiables, una con la melena corta y otra algo más larga.
Pronto se dio a conocer a su familia, a través de cuentos y de medios de comunicación como la radio: Su padre, José Antonio Pérez de la Escalera, era un militar andaluz, y su madre, vasca, se llamaba Marta Carvajal y Goicoechea. Estudiaba en el Colegio de El Sagrado Corazón de Madrid, junto a su amiga Mariví. Sus historias se recogían en las Aventuras de Mariquita Pérez, escritas por Juan Cuentista.
Leonor Coello decidió ampliar la familia y darle hermanos, al recién nacido se le llamó Juanín Pérez. El nombre surgió de forma espontánea, con la atracción de lo popular, y los materiales empleados en su manufactura debían ser los mismos que los de su hermana. Apareció por primera vez en 1941 a un precio de 77 pesetas y su tirada superó el millar. Estaba bañado al duco, con ojos que no se movían, cabello y pestañas pintados. Su guardarropa, que cubría todas las necesidades de un recién nacido, estaba muy elaborado con bordados de todo tipo: punto de cruz, festones, vainicas, encajes, entredoses, etc. El bebé llegó a tener un sistema para llorar y en la siguiente tirada se le cambió el ojo fijo por el durmiente.
Posteriormente aparecieron otras versiones: el Juanín de lujo con peluca rubia y rizada y que costaba 300 pesetas, el "de acortar" de ocho meses de edad y Juanín cadete, de unos ocho años de edad (al igual que su hermana), que apareció en 1942 cuando Leonor cambió de fabricante y se decantó por Florido. Vestía pantalón corto por la rodilla, camisa, corbata, gorra, abrigo de paño inglés, guantes de piel, chaleco, calcetines largos de lana y zapatos de piel marrón con suela de goma. Tenía el pelo cortado a navaja con raya a un lado. Salió del mismo molde que Mariquita Pérez y con el mismo color de piel, si bien con los rasgos cambiados. También Juanín llegó a contar con un amplio vestuario y al igual que su hermana mayor se ofreció una versión articulada y otra andadora. 
En 1950 sale al mercado un nuevo modelo de Juanín llamado Juanín de acortar, un bebé de ocho meses que llevaba un mecanismo para poder mover brazos y piernas en determinados modelos, ojo acrílico tipo flirty, con cabello natural rubio y liso peinado a tazón. Algunos presentaban el puño cerrado mientras otros tenían la mano abierta.
A lo largo de los años el aspecto de Juanín cadete fue modificado en varias ocasiones, aunque no con la misma frecuencia que su hermana. Así, en 1953 el muñeco se estilizó y los ojos se hicieron de fibra en lugar de cristal, y en la década de los sesenta aparece con peluca rubia, flequillo y algo más delgado. 

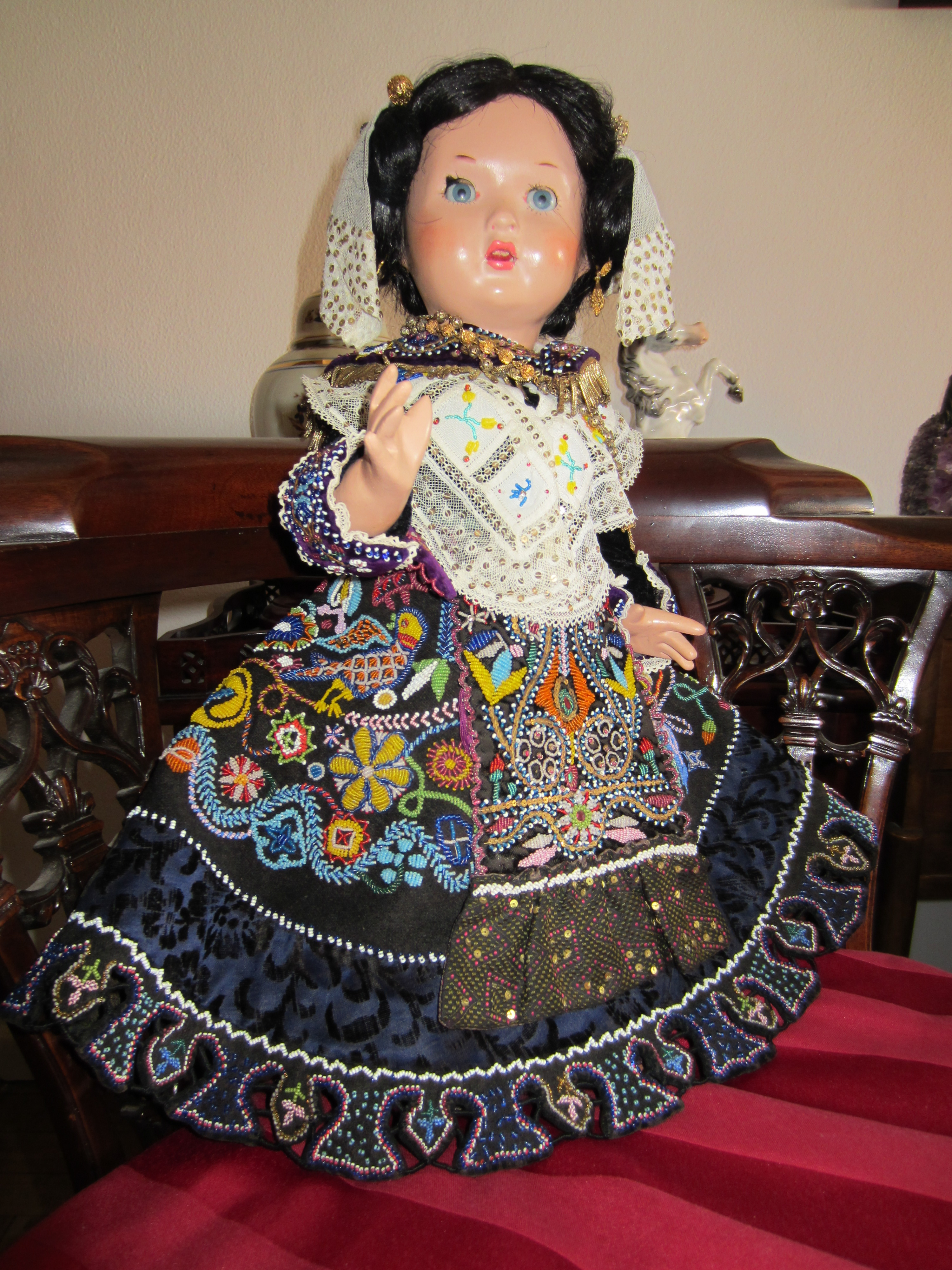
Mariquita Pérez, ganadora del único Concurso de Trajes Regionales Españoles celebrado en 1943

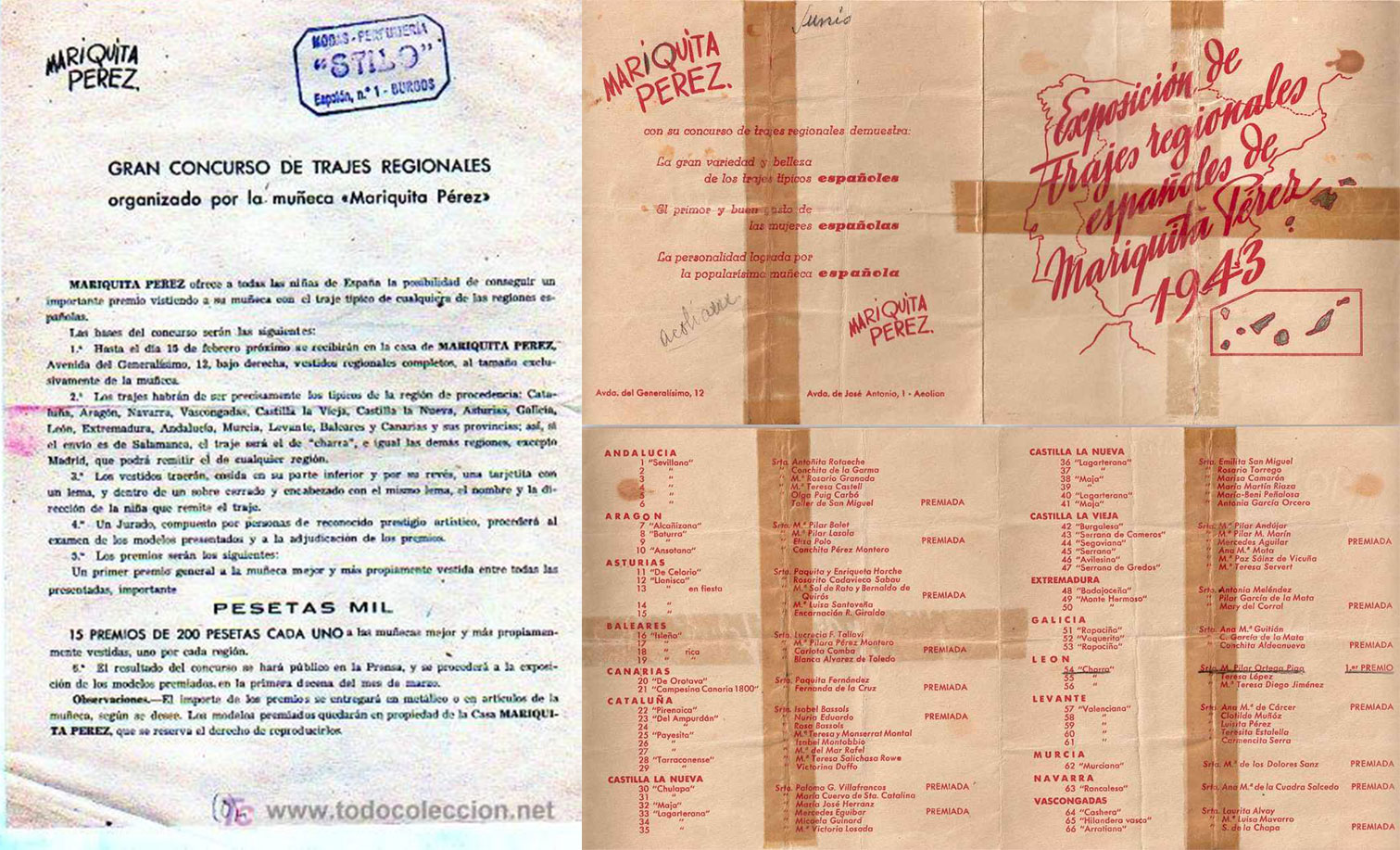
Anuncio del único Concurso y Exposición de Trajes Regionales Españoles, celebrado en 1943 por la Casa Mariquita Pérez.

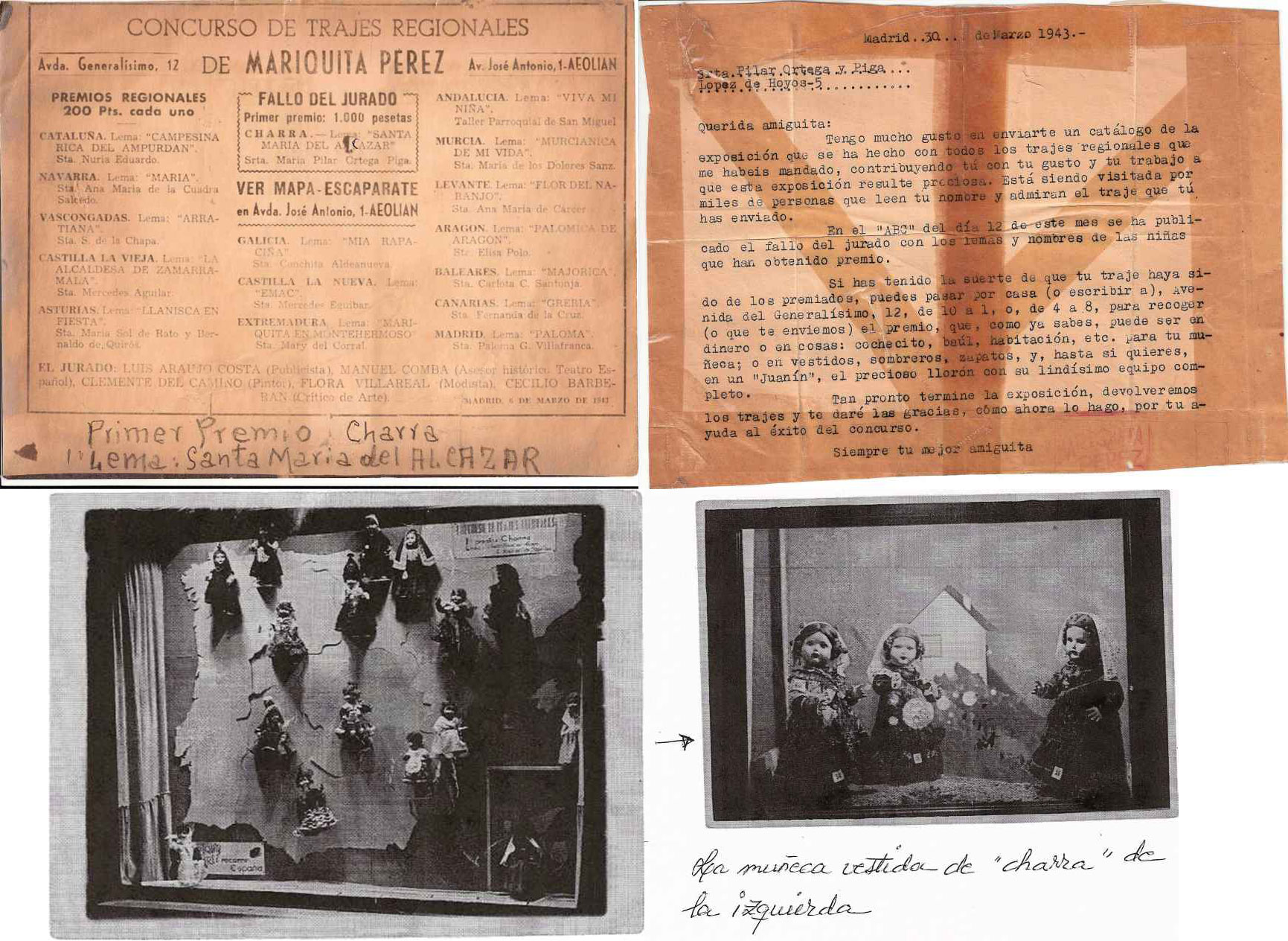
Muñecas finalistas del Concurso y resultado del mismo.

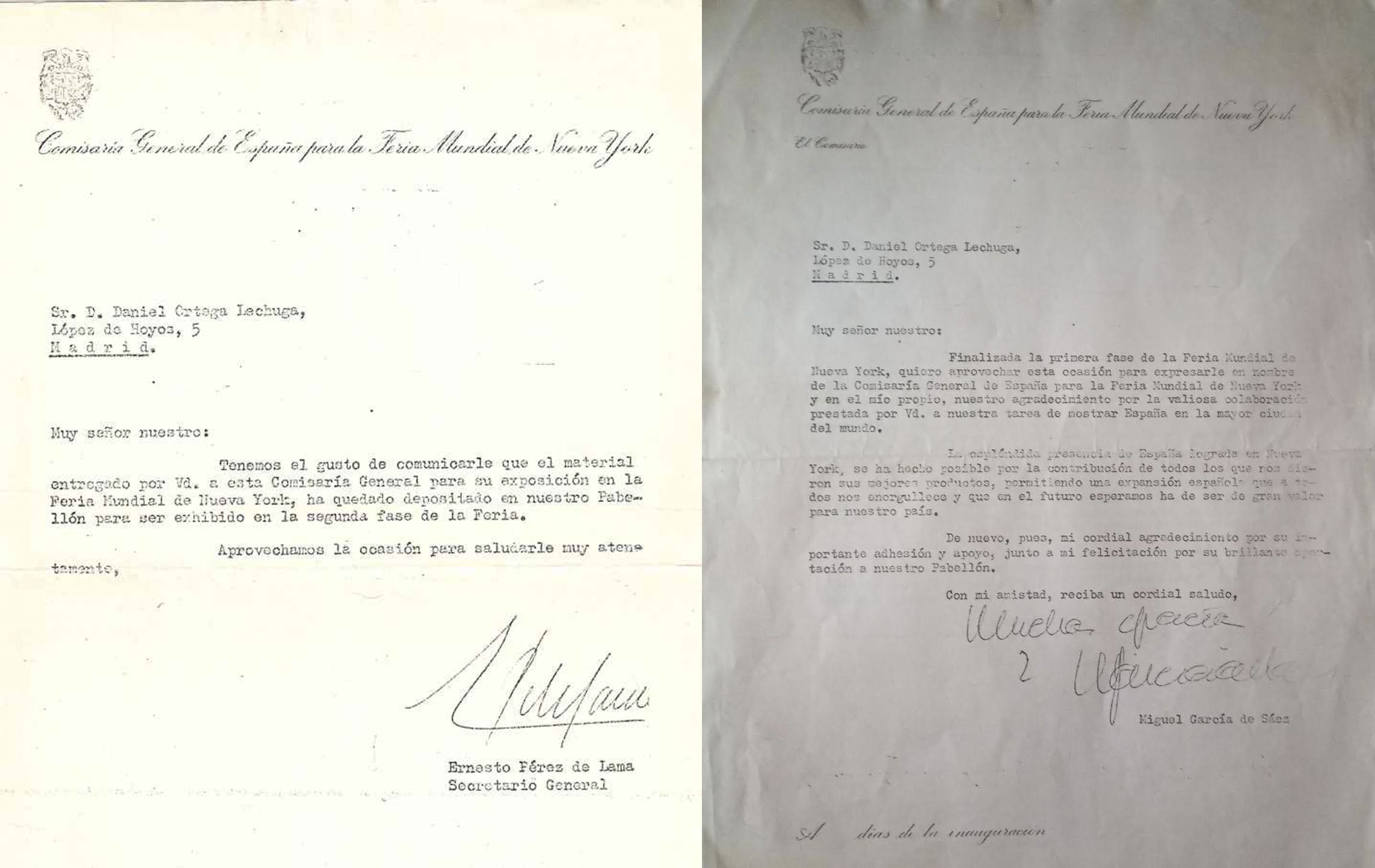
Documentos de la Feria Mundial de Nueva York en 1964

En 1943, Mariquita Pérez, ya fabricada en Madrid por Florido, volvió a cambiar; se hizo más morena al mejorar la calidad del baño de pintura que se daba al cartón piedra para simular el color de la piel, que se llama al duco; se rebajó el colorete de las mejillas y el cabello se peinó a la moda con el bucletón: un bucle en la parte delantera a modo de flequillo, otros dos horizontales, más pequeños, a ambos lados de la cara y uno más grande en la nuca. Hay otros cambios más sutiles como las cejas trazadas con aerógrafo.
Una parte sumamente importante, que no se ha dado a conocer, es que la Casa Mariquita Pérez organizó un Concurso de Trajes Regionales Españoles de Mariquita Pérez, en 1943, el único que ha habido en su trayectoria y, en el cual, la ganadora fue una "charra" (Salamanca). Fue tan importante que en 1964, dicha Casa de muñecas, junto con el Comisario del Pabellón Español, requirieron la muñeca ganadora para presentarla en el Pabellón Español de la Feria Internacional de Nueva York, representando a España. Allí fue admirada y contemplada por millones de personas, como queda reflejado en todos los documentos originales del evento. Fue un verdadero éxito. Este hecho no puede dejar de ser primordial en la historia de la muñeca, dada su importancia.
A la derecha pueden comprobarse las referencias legales que avalan la autenticidad de lo dicho anteriormente. También pueden encontrarse, junto con más información, en el siguiente enlace: 
Con el tiempo el ajuar continuó multiplicándose: baúl, muebles, billeteros, paraguas, medallas, bolsos, abanicos, máquinas de fotos, misal, libros del colegio con pizarrines, gafas de sol, y hasta un perro de raza fox terrier llamado Olé. La vida de Mariquita Pérez era un fiel reflejo de las niñas de familias adineradas de entonces: asistía a un colegio de monjas, los domingos paseaba con sus perros por los parques de su ciudad, en verano viajaba a la playa y a la montaña, y a lo largo del año practicaba todo tipo de deportes: esquí, tenis, vela, etc., y desarrollaba sus aficiones. Además de la formación académica, recibía una sólida enseñanza religiosa católica, así como instrucción en el hogar, para que el día de mañana pudiera hacerse cargo de las responsabilidades que de adulta debería asumir como ama de casa, esposa y madre en el ámbito de una familia cristiana de clase alta.
En 1945 comienza a vestirse con una excepcional colección de trajes regionales españoles con una policromía, riqueza de detalles, calidad de los tejidos y variedad que los hace inigualables. Igualmente fue a mediados de la década de 1940 cuando Mariquita se introdujo en la isla de Cuba cosechando tal triunfo que se la llegó a conocer como "la Reina de Cuba".
En 1946 el esposo de Leonor tuvo que trasladarse a vivir a Argentina por asuntos de trabajo, le acompañaron su mujer e hijos, permaneciendo en el mencionado país hasta mediados de 1949. Propio de su carácter inquieto y decidido, Leonor intentó hacer una Mariquita Pérez igual a la española pero esto fue del todo imposible, pues el precio final se disparaba, por lo que tuvo que conformarse con un modelo muy inferior tanto en los materiales empleados; realizada en cerámica en frío lo que provocaba que fuera más pesada, como la indumentaria; poco variada y menos cuidada en el diseño, confección y calidades. Con una estatura algo más alta y marcada en inciso en la espalda, era diferente a la versión española por lo que la empresaria nunca se implicó con el mismo entusiasmo y el resultado no fue exitoso.
Mientras tanto en España, las ventas de Mariquita Pérez estaban en pleno apogeo. Durante su ausencia Leonor delegó sus funciones en Asunción Robles, Emilia de la Cruz y Carmen Pérez de Aragón que eran personas de su total confianza, que la mantenían informada sobre cualquier asunto. Si bien María del Pilar era la responsable de la empresa.

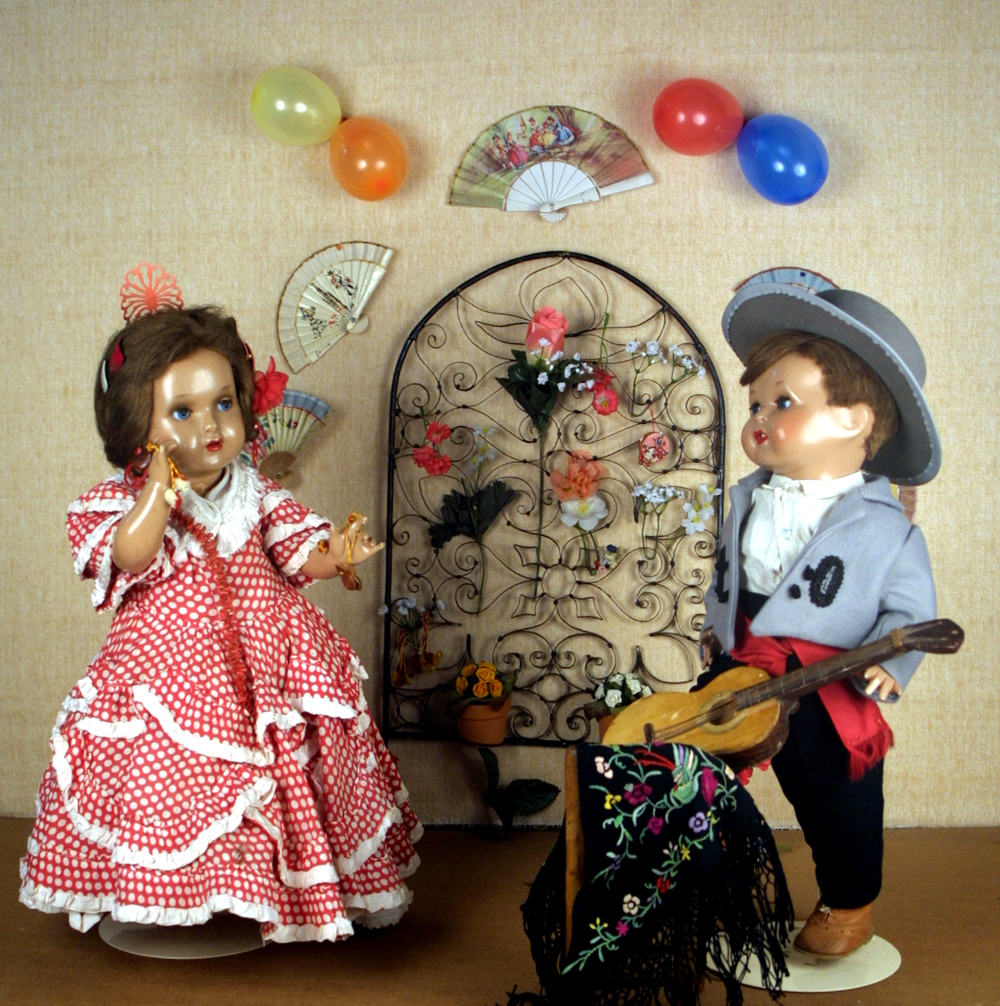
Mariquita y Juanín vestidos con trajes típicos andaluces.

En 1947 con motivo de la visita a Madrid de Eva Duarte Perón, la Sección Femenina quiso obsequiarle con una colección completa de muñecas ataviadas con los trajes típicos de las diferentes regiones de España, estas fueron adquiridas en Mariquita Pérez S. A. Años más tarde la señora Lodge, esposa del Embajador de Estados Unidos en España, recibió una colección similar regalada por Cáritas.
La popularidad de Mariquita y Juanín con sus trajes regionales continuó hasta el cierre de la compañía. A este tipo de muñeca de menor tamaño las costureras la bautizaron como Mariví, tanto las del sexo femenino como el masculino. De este modo los turistas europeos que visitaban España podían llevarse una de recuerdo en la maleta. 
La frenética demanda de vestuario y complementos colapsaron el taller de Núñez de Balboa, el cual carecía de máquinas cortadoras para confeccionar la ropa en serie, no obstante Leonor rechazó siempre la producción en masa. Por ello, la empresaria buscó conventos y casas de asilo femenino donde hicieran los vestidos para la muñeca. Se preparaba la labor y se cortaba la tela antes de enviarla a los conventos de San Miguel o San Pascual de Madrid. Las religiosas eran especialmente cuidadosas a la hora de elaborar el ropero de la muñeca, ese vestuario marcó la moda reinante hasta los años sesenta. Este éxito la llevó incluso a buscar ayuda en cárceles de mujeres.
Respecto a los modelos más curiosos y raros de los años 50, hay que citar dos; el primero de celuloide realizado en 1950 por Ibérica Comercial S. A. (ICSA) y el segundo con brazos de celuloide cuyas manos presentaban dedos con nudillos y uñas marcados.

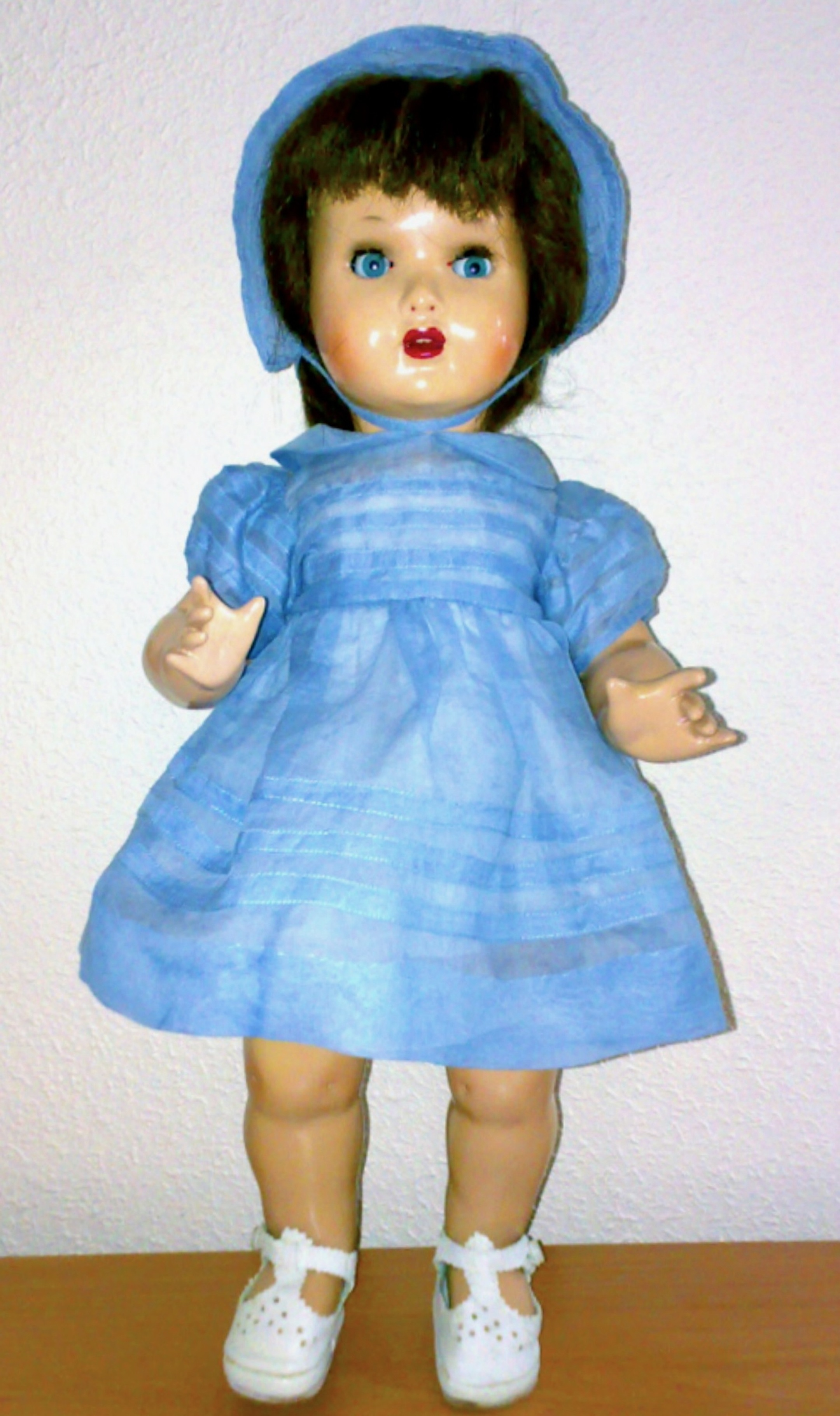
Modelo de hacia 1954, con traje de color azul confeccionado en organdí (con apresto y ligamento tafetán) y capota a juego. Muñecas Florido, Madrid.

La relación entre las dos socias, Leonor y María del Pilar, no fue siempre idílica y si bien la productividad continuaba aumentando, ambas decidieron separarse y dar por concluida la relación empresarial. María del Pilar vendió su parte del negocio a Leonor Coello, que se quedó con la totalidad de Mariquita Pérez S. A., se dijo en su momento que todo se debió a una falta de entendimiento entre las dos copropietarias.
En 1953 se introdujo el cuarto modelo con los siguientes cambios: el cuerpo se estilizó, se sustituyeron los ojos de cristal por otros de fibra artificial, el cabello se peinó a lo garçon, con melena corta, la piel era más clara y sonrosada y la expresión del rostro se suavizó imprimiéndole un semblante algo más dulce. A partir de esa fecha, las muñecas fabricadas en los talleres de la calle Núñez de Balboa llevaban su nombre impreso en la espalda con letras rojas, no así las realizadas por Muñecas Florido. Se sospecha que esta medida fue adoptada por la empresaria tras descubrir que el citado fabricante Florido estaba comercializando otras muñecas de tamaños distintos al de Mariquita pero con similar expresión.
Son las piezas manufacturadas en los años 40 y 50 de cartón piedra las más cotizadas y buscadas por los coleccionistas, aunque el excepcional vestuario donde primaba la elección de las mejores telas, así como el exquisito diseño, corte y confección del mismo, prosiguió hasta el final de sus días en 1976, destacándose claramente de entre la competencia.

### Signos de cambio: Industrialización
El desarrollo económico e industrial de España durante los años sesenta también se puso de manifiesto en la industria juguetera y afectó por ende a la fabricación de muñecos, por lo que la competencia se hizo cada vez mayor.
Se inicia una nueva etapa en la empresa. En 1959 se empezó a fabricar en plástico duro y a los ojos se les dotó de un mecanismo que les permitía moverse de lado a lado (ojos flirty). La boca, abierta, mostraba cuatro dientes, su estatura aumentó un centímetro y en las manos se modelaron dedos y uñas. Ese mismo año apareció un modelo con piel de melocotón realizado mediante una técnica que se denomina flocaje, la cual pretende imitar la textura de la piel humana y aunque triunfaba en otros países europeos, en España fue un fracaso. Otro estaba hecho de pasta y era andador. Estas tres versiones aún tenían la peluca de cabello natural. 
A partir de 1965 Leonor Coello dio paso a su hija Leonor de Góngora y al marido de esta en la dirección de la casa. La hija incluyó en sus planes de gerencia a Asunción Robles, que al llegar a los 60, ocupaba el puesto de encargada, responsabilidad que por deseo expreso de Leonor conservó hasta el final del negocio.
En 1966 se lanzan dos modelos; el primero de ellos con cuerpo de plástico rígido y cara de celuloide y el segundo hecho enteramente en plástico duro. Vuelven a transformarse nuevamente tanto el aspecto de Mariquita como el de Juanín; el cuerpo se estilizó, la cintura se estrechó y las caderas se hicieron más anchas, los rasgos de la cara también variaron; cejas modeladas en relieve, ojos verde o color miel y boca entreabierta de labios más finos. Por primera vez el pelo estaba hecho de fibra sintética e insertado, prescindiendo de la peluca de cabello humano.

### Declive: Finales de los 60-1976
Finalmente, en 1970 comenzó a producirse el último modelo, que por entonces ya se diferenciaba poco de otras muñecas coetáneas de su tiempo, como por ejemplo Nancy. Estaba hecha de vinilo, con ojos durmientes de fibra artificial, boca entreabierta de labios gruesos y el cabello insertado y peinado en una larga melena rubia, rojiza, negra o castaña con raya al lado. 
A pesar de todas estas modificaciones, tanto en los materiales utilizados en su elaboración como en la apariencia externa, lo que fue siempre una constante de manera incuestionable fue su selecto y lujoso guardarropa con unos diseños únicos, además de unos accesorios detallados y exclusivos de igual calidad.
En definitiva, la llegada de nuevos materiales, formas y métodos de producción, el desembarco de multinacionales, la competencia, el cambio en los gustos infantiles y especialmente la repercusión que tuvo para la compañía la tormentosa separación entre Leonor de Góngora y su marido; ya que en la década de 1970 el esposo era el administrador de los bienes conyugales, según lo dispuesto en el Código Civil vigente entonces, llegándosele a prohibir a Leonor de Góngora la entrada a la empresa que había fundado su madre. Todos estos factores, unidos a la mala gestión del marido de Leonor hija, abocaron el producto a un progresivo declive que provocaría el cierre en 1976.

### Nueva Mariquita Pérez: 1998
Los antiguos propietarios de la casa intentaron retomar el negocio en vano, pues al dejar de fabricarse y cancelar su derecho en el registro de patentes y marcas, perdieron la posibilidad de continuar con la actividad. 
En 1994 la marca es retomada por una fábrica de muñecas de Alicante y sus nuevos dueños, los cuales no guardan relación alguna con los anteriores, constituyeron la empresa “Nueva Mariquita Pérez S. L.”, y que situada en la localidad de Onil, inició la producción de esta nueva muñeca en 1998 destinada principalmente a un público adulto.
La actual Mariquita Pérez es confeccionada utilizando varios materiales; el cartón piedra, la porcelana y el vinilo. 
Las tres versiones presentan un aspecto diferente al que tenía la original en las décadas de los 40 y 50. Los ojos y las pestañas son sintéticos en las tres modalidades, el pelo es natural en los modelos de cartón piedra y porcelana. En lo referente al tamaño; la nueva Mariquita Pérez mide alrededor de 48 centímetros de alto. 
Por otra parte, dispone igualmente de algunos complementos y de un surtido de vestidos inspirados unos en los años 40, 50 o 60 y otros en diseños actuales. En cuanto a su hermano, Juanín Pérez, se hace solamente de vinilo, tanto Juanín bebé como Juanín niño.

## Museo del Traje - Madrid
En esta institución cultural se conserva una colección que comprende las ocho épocas de la muñeca (1939-1976) y parte de la cual se encuentra expuesta de forma permanente. En 2009 publicaron el título Mariquita Pérez. Catálogo razonado de la colección del Museo del Traje, donde se estudia y analiza la historia de la misma y los fondos del museo, en el que ingresaron en 1998.

## Mariquita Pérez en la cultura
A pesar de ser un artículo de lujo reservado al alcance de unos pocos, este icono infantil se convirtió en símbolo de toda una época, marcando un antes y un después. Hasta entonces, nunca un juguete había levantado tantas pasiones, ni había cautivado a tantos admiradores de todas las edades, ni se había identificado tanto un pueblo con un objeto lúdico.
Con sencillos, pero efectivos mensajes publicitarios como: “Mariquita Pérez, la muñeca que se viste como una niña”, “la muñeca que se viste de verdad”, “Mariquita Pérez viste a las niñas desde que se ponen de corto hasta que se visten de largo”, “Desde que dejan la cuna hasta que ya son mujeres, las niñas del mundo entero piden Mariquita Pérez”, entre otros, este fenómeno social alcanzó a todos los estamentos de la sociedad por igual y marcó a toda una generación, siendo la muñeca preferida por la mayoría de las niñas españolas entre los años 40 y principios de los 60. 
Aunque muchas experimentaron la frustración de no poder tenerla, llegó de alguna manera a todos en forma de canciones, programas de radio donde podían participar las niñas, libros, tertulias semanales en la tienda de Núñez de Balboa o como espectáculo visual, ya que sus escaparates eran auténticas revistas de moda.
Hasta tuvo su propia canción que, Leonor, al igual que hiciera cuando buscó un nombre para bautizar su creación, pidió a los amigos de Manuel de Góngora que inventasen una letra para la cuña publicitaria de lanzamiento del juguete. Entre los contertulios se encontraba Jacinto Guerrero, músico y compositor de zarzuelas, que fue el encargado de componer la música al piano. Leonor se encargó personalmente de supervisar la grabación, seleccionar a los cantantes; el Trío Gurruchaga y el resultado final de la misma, incluso participó en los coros. Este tema se emitía por la radio y se escucharía más tarde en los cines durante los descansos, cuando aparecía una foto fija de la muñeca acompañada de la ya popular melodía. El título de este tema comercial fue simplemente: Mariquita Pérez. Otra melodía comercial posterior fue Los trajes de Mariquita Pérez, compuesta por el maestro Bermejo en 1955 y que se incluiría en un disco editado en 1959 por Radio Juventud de España denominado, Canciones de Aventuras de Mariquita Pérez.
El famoso juguete sirvió de fuente de inspiración para la creación de otras muñecas. En efecto, en 1962 durante una estancia en España de la actriz Guillermina Green, quedó cautivada por Mariquita Pérez y decidió traer la idea a México, poniéndole el nombre de Juanita Pérez. Es así como nace esta empresa actualmente en activo y a la cual la artista dedicaría el resto de su vida.
En varios campos artísticos, entre ellos la pintura, aún hoy se deja sentir la influencia social y cultural de la muñeca, sirva como ejemplo la acuarela de Manuel Domínguez llamada "La Muñeca Mariquita Pérez" (1992). Si bien no es la primera vez que es inmortalizada por el arte, ya que en la década de 1940 el que fuera director del Museo del Prado, a la vez que pintor, Fernando Álvarez de Sotomayor, la retrató junto a una niña. 
En el filatélico, citar la emisión por parte de Correos de España el 2 de enero de 2006, de una serie de ocho sellos autoadhesivos denominada Juguetes, entre los cuales se encontraba la reproducción de un modelo de 1940. 
En cuanto a la literatura, se escribieron cuentos como las Aventuras de Mariquita Pérez, de Juan Cuentista, pseudónimo del novelista Torcuato Luca de Tena y que era a su vez el sobrino de María del Pilar, una de las propietarias. La novela Historias y más historias de Mariquita Pérez (2006), de Pilar Tortosa Botella, es un conjunto de relatos entrelazados que tiene como personaje principal a la muñeca.
Fuera de España, su popularidad llevó al que fuera pionero en el teatro infantil argentino, Roberto Aulés, a escribir una obra titulada Las aventuras de Mariquita Pérez en 1955. Asimismo, Mariquita Pérez, con texto de Mayling Peña Mejías y Rosalio Inojosa, es otra obra teatral infantil venezolana de 2005 donde ella es la protagonista.
Celebridades como Eva Perón, Grace Kelly, quien durante un viaje a Madrid en 1956 eligió la muñeca y el vestido que regalaría a su hija Carolina de Mónaco cuando naciese, Gina Lollobrigida, la reina Fabiola de Bélgica, etc., también quedaron prendadas de la muñeca española convertida hoy por hoy en un objeto de culto elevado a la categoría de mito.

## Mariquita Pérez y el coleccionismo
A pesar de haberse dejado de fabricar hacía un par de décadas, la muñeca siempre estuvo presente en la memoria de quienes la poseyeron, conocieron u oyeron hablar de ella, permaneciendo en el imaginario colectivo de la sociedad española, tal fue el impacto que tuvo.
Gracias a iniciativas, como las de Javier Conde y Consuelo Yubero, matrimonio de coleccionistas de juguetes antiguos, han contribuido a despertar del letargo a Mariquita Pérez. Se dieron cuenta de que esta muñeca debido a su calidad y belleza constituía un auténtico tesoro para coleccionar, restaurar y preservar para generaciones futuras, adquiriendo ésta y otras muñecas españolas del mismo periodo, como Anita diminuta, Mari Pepa Mendoza, Mariló, Gisela, Cayetana, Maricela y todos sus hermanos, etc. y que son una muestra significativa de la historia de la muñeca en España.
Con el tiempo fueron reuniendo todo cuanto se había hecho sobre estas muñecas durante tantos años, incluso los catálogos originales.
Un hallazgo relevante para ellos fue cuando un anticuario conocedor de su entrega por Mariquita Pérez, les ofreció en venta las fotografías originales del antiguo negocio; entre lo que se encontraban, bocetos de escaparates, fotos de las niñas que participaban con su muñeca en concursos, junto con la artista de cine Marisol, la cantante y bailaora La Chunga, las nietas de Franco, Mª del Carmen, Mariola y Merri Martínez Bordiú que desfilaban vestidas igual que sus juguetes.
Fiel reflejo de la labor de investigación sobre la muñeca histórica española son las publicaciones editadas por ellos como autores, entre las que se encuentra el libro "La España de Mariquita Pérez", Editorial Aguilar en 1996, donde la protagonista fue objeto y sujeto de un ameno y pormenorizado análisis sobre su historia a través del contexto sociocultural del momento. Para ello contaron con la inestimable ayuda y asesoramiento de Leonor de Góngora, hija de una de las dos creadoras de Mariquita, el escritor Torcuato Luca de Tena, del que recogieron gran información, lo que unido a las aportaciones de antiguos empleados de la casa, como Asunción Robles, Carmen Pérez de Aragón, Emilia de La Cruz, el contable Sr. Esquivias y los hermanos Gamarra. Igualmente la familia de Santiago Molina, uno de los fabricantes de muñecas más antiguos de Onil (Alicante) que fue el primero que la produjo, les facilitaron datos.
En el año 2001 publicaron con la editorial Espasa un nuevo libro; “¿Jugamos a las muñecas?: Las muñecas de nuestras madres", otro estudio en conjunto de todas las muñecas españolas más relevantes que se crearon en el país hasta la década de 1970.
Todo esto unido a la realización de exposiciones itinerantes, la creación de foros en la red sobre la misma, páginas con fotografías, publicación de coleccionables, artículos en prensa, reportajes, etc., han contribuido al resurgimiento del interés por la antigua muñeca propiciando de paso la conquista de nuevas generaciones y de toda una pléyade de seguidores e incondicionales.
Parte de dicha colección de muñeca histórica española reunida por Javier Conde y Consuelo Yubero se encuentra hoy en el Museo del Traje de Madrid.